# Oliver Bearman
Oliver Bearman, né le 8 mai 2005 à Havering, est un pilote automobile britannique. Membre de la Ferrari Driver Academy, il est sacré champion d'Italie et champion d'Allemagne de Formule 4 en 2021. En 2023, il s'engage dans le Championnat de Formule 2 FIA chez Prema Racing.
Il débute en Formule 1 en tant que troisième pilote de la Scuderia Ferrari en remplaçant Carlos Sainz Jr. au Grand Prix d'Arabie saoudite 2024 ; septième, il marque ses premiers points et est élu pilote du jour, une première pour un débutant. Il dispute sa première saison de Formule 1 en tant que titulaire avec Haas F1 Team en 2025 aux côtés d'Esteban Ocon.

## Biographie

### Karting
Bearman commence le karting en 2013, en participant au championnat de son club de karting local, le Trent Valley Kart Club. Il passe ensuite à la compétition dans les championnats nationaux Super 1, où il obtient une meilleure place de deuxième en 2016 et 2017 respectivement, en pilotant dans la catégorie Cadet. Le Britannique remporte ensuite le Grand Prix britannique Kartmasters en 2017. Il achève sa carrière en karting en 2019 en remportant la finale internationale IAME, l'Euro Series IAME et la Winter Cup IAME.

### Formules de promotion

#### 2020: débuts en Formule 4
En 2020, Bearman fait ses débuts en monoplace dans le championnat de Formule 4 ADAC, avec US Racing, tout en participant à trois manches de Formule 4 italienne, toujours avec l'équipe allemande. Dans le championnat allemand, Bearman remporte sa première victoire à Hockenheim, et obtient ensuite deux autres podiums au Nurburgring et à Oschersleben. Il termine septième du championnat, derrière son coéquipier Tim Tramnitz. Dans le championnat italien, le Britannique décroche deux podiums, dont une victoire à Vallelunga, qui lui permet de terminer dixième du classement général.

#### 2021: double programme en Formule 4 et débuts en Formule 3 britannique

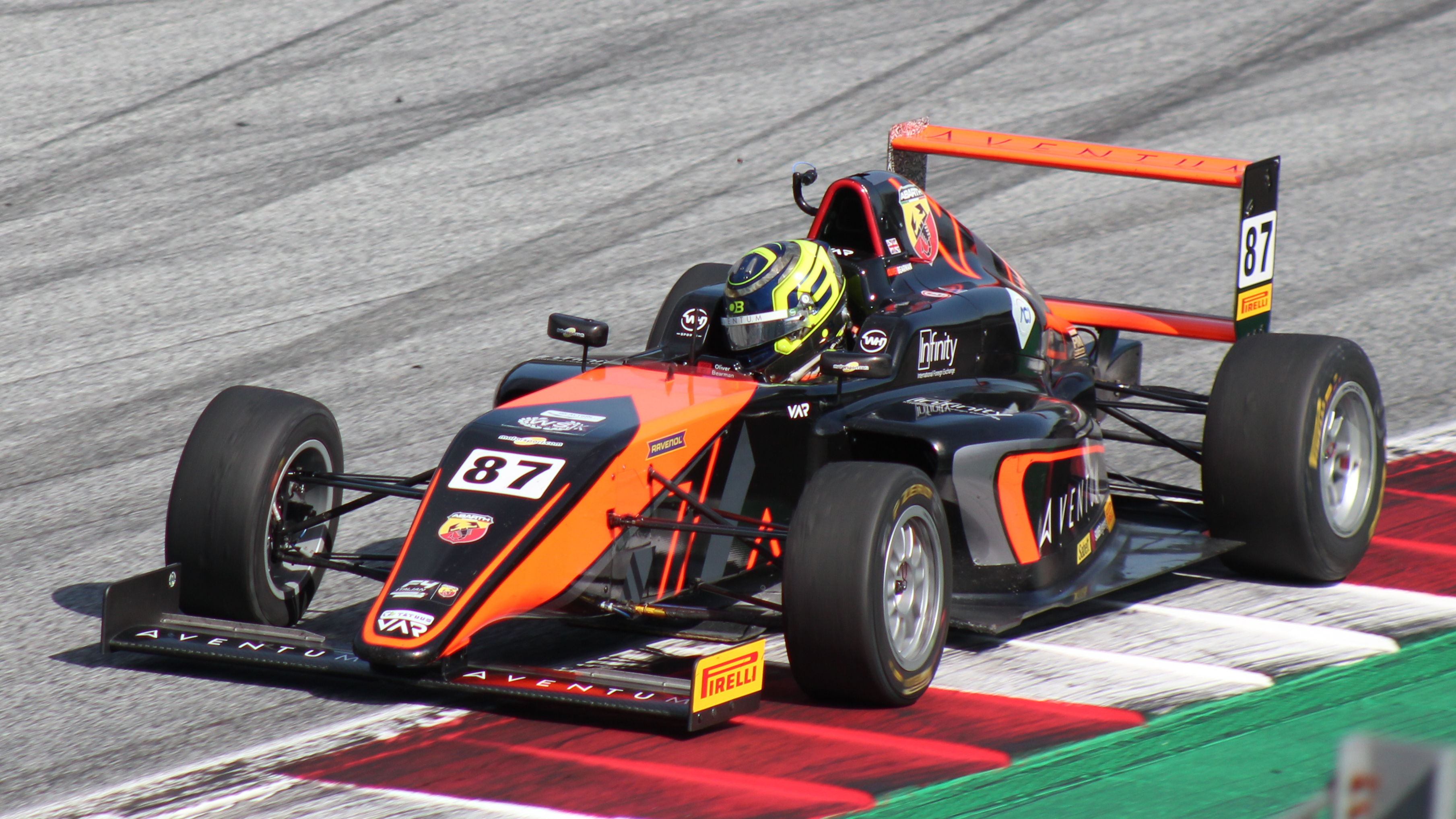
Oliver Bearman en Formule 4 italienne en 2021 à Spielberg.

Pour la saison 2021, Bearman rejoint Van Amersfoort Racing pour disputer un double programme en Formule 4, dans les championnats allemands et italiens. Dans le championnat italien, le Britannique commence sa saison par une troisième place sur le circuit Paul Ricard. Après un autre podium lors de la même manche, Bearman obtient deux victoires à Misano, trois à Vallelunga et deux autres Imola. Lors de la troisième course sur le circuit d'Imola, Bearman est disqualifié pour moteur non-conforme, ce qui met fin à sa série victorieuse. Il remporte sa huitième victoire de la saison lors de la première course au Red Bull Ring et a terminé sur le podium lors de la deuxième course de l'épreuve. Dans l'avant-dernière manche de la saison, Bearman termine dixième de la troisième course, ce qui lui permet de s'assurer du titre face à Tim Tramnitz.
Dans le championnat allemand, Bearman remporte six victoires et monte onze fois sur le podium. Il remporte le titre face à Tim Tramnitz lors de la manche au Nürburgring, après un combat intense avec son rival allemand. Il devient alors le premier pilote à remporter les deux championnats dans la même saison. En septembre 2021, Bearman est nommé pour le prix Autosport BRDC, en récompense de ses deux titres de Formule 4. En décembre 2021, Bearman reçoit le prix Henry Surtees. Fort de ses deux titres en Formule 4, Bearman dispute trois manches du championnat de Grande-Bretagne de Formule 3 avec l'écurie Fortec Motorsport. Lors de la première manche disputée à Brands Hatch, il termine deux fois sur le podium en finissant deuxième. Il remporte une victoire lors de la première course de la manche de Snetterton, termine deuxième lors de la deuxième course de la deuxième manche de Silverstone, puis termine quatrième lors de la troisième course de cette épreuve. Il se classe quatorzième avec 163 points.

#### 2022: Formule 3 FIA

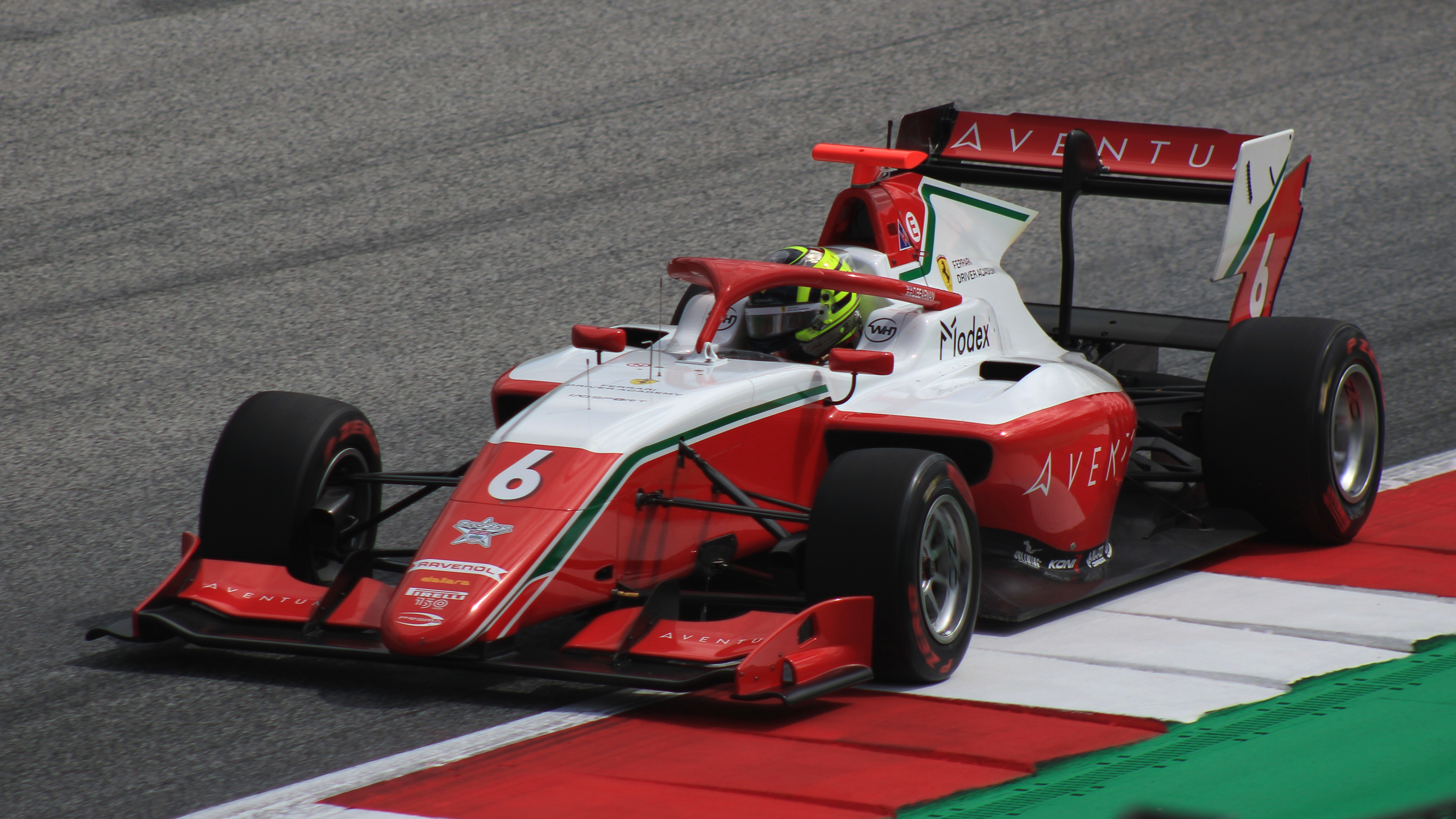
Oliver Bearman en Formule 3 FIA en 2022 à Spielberg.

En 2022, Bearman dispute les deux dernières manches du Championnat d'Asie de Formule Régionale avec l'équipe Mumbai Falcons, aux côtés de Dino Beganovic et d'Arthur Leclerc. Il monte sur le podium en terminant troisième de la manche du Dubaï Autodrome. Il marque d'autres points à Yas Marina en terminant sixième de la première course. Il termine quinzième avec 29 points.
Pour la saison 2022, Bearman est promu en Formule 3 FIA chez Prema Racing, aux côtés d'Arthur Leclerc et de Jak Crawford. Il termine à la troisième place du championnat avec 132 points, en remportant notamment la course sprint sur le circuit de Spa-Francorchamps et en signant 8 podiums au cours de la saison. Il annonce également son intégration à la Ferrari Driver Academy.

#### 2023-2024: Formule 2

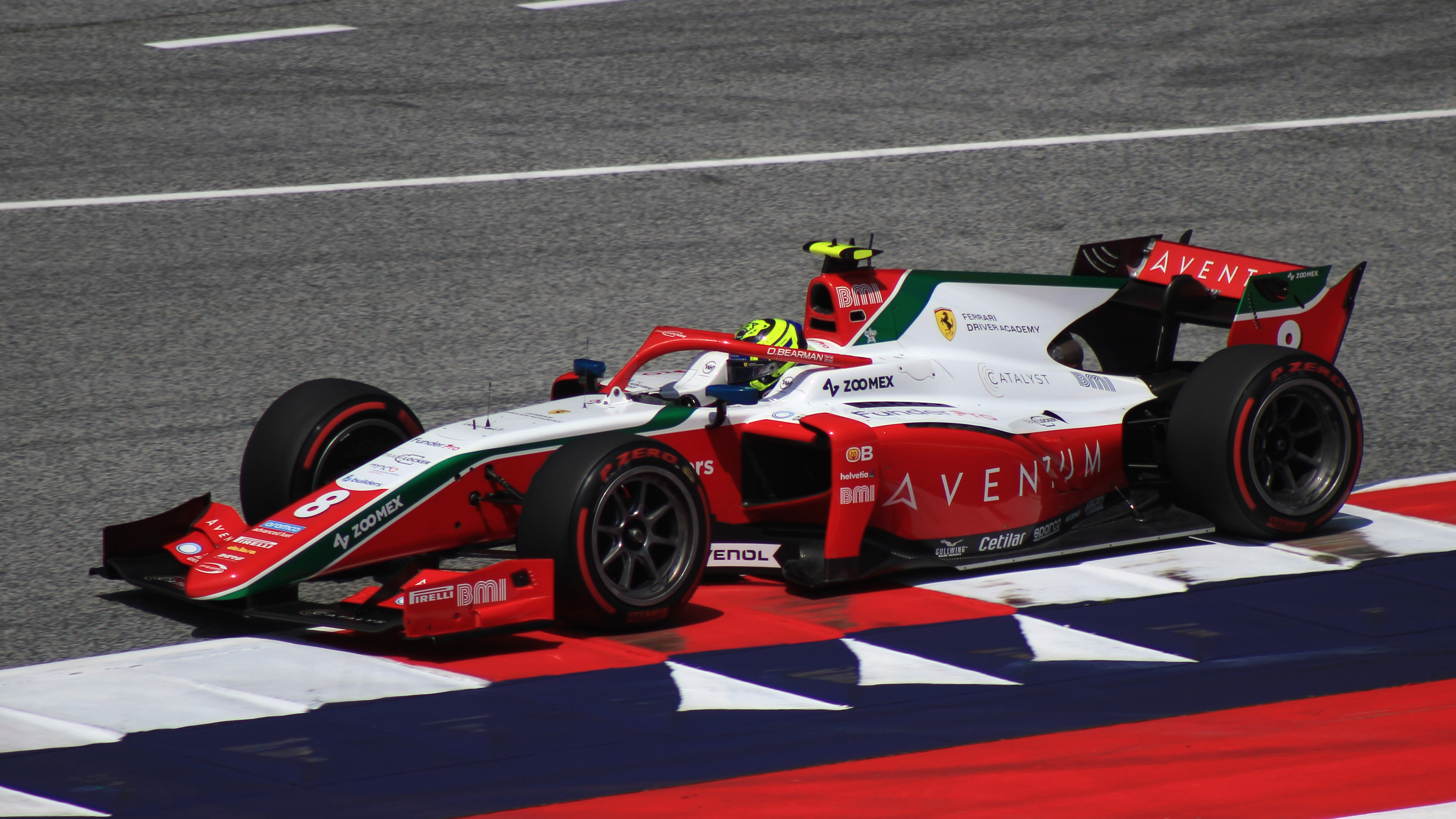
Oliver Bearman en Formule 2 en 2023 à Spielberg.

En 2023, le Britannique rejoint le championnat de Formule 2, toujours avec Prema Racing, aux côtés de Frederik Vesti. Il remporte ses deux premières victoires avec un doublé à Bakou. Il s'impose à nouveau lors de la course principale de l'épreuve de Barcelone et à Monza. Il monte sur le podium au Hungaroring, avec une troisième place et termine sixième du championnat, avec 130 points, et deuxième meilleur rookie de l'année, derrière Victor Martins.

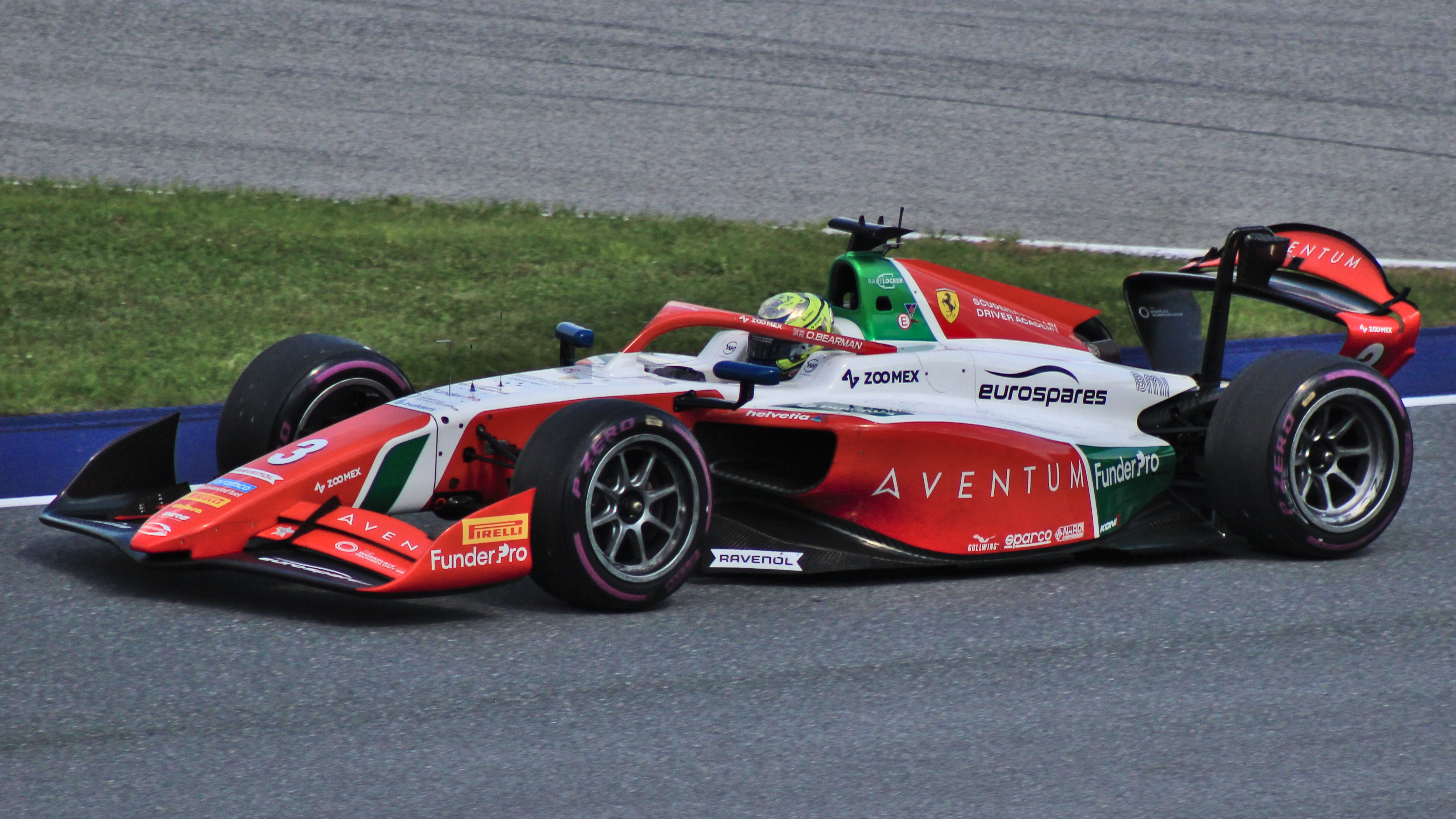
Oliver Bearman en Formule 2 en 2024 à Spielberg.

Pour la saison 2024, Bearman reste chez Prema Racing, aux côtés du rookie Andrea Kimi Antonelli. Lors de la première manche à Bahreïn, Bearman ne marque pas de points. À Djeddah, il réalise la pole position mais déclare forfait pour remplacer Carlos Sainz Jr., victime d'une appendicite ; il dispute ainsi son premier Grand Prix de Formule 1. Il revient en Formule 2 pour la manche suivante, à Melbourne, où il marque ses premiers points de la saison en terminant neuvième de la course principale. À Monaco, il termine quatrième de la course principale malgré un départ de la douzième place de la grille. Il renoue avec la victoire lors de la course sprint au Red Bull Ring, puis s'impose une seconde fois au cours du sprint à Monza.

### Formule 1

#### 2024: débuts avec Ferrari et Haas
Lors du Grand Prix d'Arabie saoudite, deuxième manche du championnat du monde de Formule 1, la Scuderia Ferrari annonce que Carlos Sainz Jr. n'est pas en mesure de poursuivre le weekend, bien qu'il ait disputé les deux premières séances d'essais libres le jeudi. Le lendemain, l'écurie annonce qu'il souffre d'une crise d'appendicite et doit être opéré. Oliver Bearman est alors nommé pour le remplacer pour le reste du weekend. Bearman devient le premier pilote à débuter en Grand Prix directement chez Ferrari depuis 1972, le précédent étant Arturo Merzario. À 18 ans, il est également le plus jeune pilote de l'histoire de la Scuderia Ferrari en Formule 1, devançant Ricardo Rodríguez qui avait débuté dans l'équipe à 19 ans, en 1961. Dixième de l'ultime séance d'essais libres, il se qualifie en onzième position puis marque ses premiers points en terminant septième du Grand Prix, devant Norris. Ce résultat lui permet de devenir le plus jeune pilote de l'histoire de la Formule 1 à marquer des points dès son premier Grand Prix. 
En juillet 2024, il est officiellement annoncé comme pilote titulaire chez Haas F1 Team pour la saison 2025 ; il remplace Nico Hülkenberg, passé chez Sauber.
Au Grand Prix d'Azerbaïdjan, Oliver Bearman est appelé par l'écurie américaine afin de remplacer Kevin Magnussen, ayant écopé d'une suspension d'une course. Il y inscrit le point de la dixième place et devient le premier pilote de l'histoire de la Formule 1 à marquer des points pour deux écuries différentes lors de ses deux premiers Grands Prix.

## Carrière

### Résultats en monoplace
| Saison | Championnat                                 | Écurie                | Courses | Victoires | Pole positions | Meilleurs tours | Podiums | Points | Classement |
| ------ | ------------------------------------------- | --------------------- | ------- | --------- | -------------- | --------------- | ------- | ------ | ---------- |
| 2020   | Championnat d'Allemagne de Formule 4        | US Racing             | 21      | 1         | 0              | 1               | 3       | 144    | 7e         |
| 2020   | Championnat d'Italie de Formule 4           | US Racing             | 8       | 1         | 0              | 1               | 2       | 85     | 10e        |
| 2021   | Championnat d'Allemagne de Formule 4        | Van Amersfoort Racing | 18      | 6         | 5              | 4               | 11      | 295    | Champion   |
| 2021   | Championnat d'Italie de Formule 4           | Van Amersfoort Racing | 21      | 11        | 8              | 2               | 15      | 343    | Champion   |
| 2021   | Championnat de Grande-Bretagne de Formule 3 | Fortec Motorsport     | 9       | 1         | 2              | 1               | 4       | 163    | 14e        |
| 2022   | Formule Régionale Asie                      | Mumbai Falcons        | 6       | 0         | 0              | 0               | 1       | 29     | 15e        |
| 2022   | Formule 3 FIA                               | Prema Racing          | 18      | 1         | 0              | 1               | 8       | 132    | 3e         |
| 2023   | Formule 2                                   | Prema Racing          | 26      | 4         | 3              | 1               | 6       | 130    | 6e         |
| 2024   | Formule 2                                   | Prema Racing          | 24      | 3         | 1              | 1               | 3       | 75     | 12e        |

### Résultats en championnat du monde de Formule 1
| Saison | Écurie           | Châssis       | Moteur                   | Pneus   | GP disputés | Pole positions | Victoires | Podiums | Meilleurs tours | Dans les points | Abandons | Points inscrits | Classement |
| ------ | ---------------- | ------------- | ------------------------ | ------- | ----------- | -------------- | --------- | ------- | --------------- | --------------- | -------- | --------------- | ---------- |
| 2024   | Scuderia Ferrari | Ferrari SF-24 | Ferrari V6 turbo hybride | Pirelli | 1           | 0              | 0         | 0       | 0               | 1               | 0        | 6               | 18e        |
| 2024   | Haas F1 Team     | Haas VF-24    | Ferrari V6 turbo hybride | Pirelli | 2           | 0              | 0         | 0       | 0               | 1               | 0        | 1               | 18e        |
| 2025   | Haas F1 Team     | Haas VF-25    | Ferrari V6 turbo hybride | Pirelli | 14          | 0              | 0         | 0       | 0               | 4               | 0        | 8               | 19e        |

| Saison        | Écurie           | Châssis       | Moteur                               | Pneus | 1       | 2          | 3       | 4       | 5       | 6            | 7       | 8       | 9       | 10      | 11      | 12      | 13         | 14       | 15  | 16  | 17      | 18  | 19  | 20  | 21      | 22  | 23  | 24  | Points inscrits | Classement |
| ------------- | ---------------- | ------------- | ------------------------------------ | ----- | ------- | ---------- | ------- | ------- | ------- | ------------ | ------- | ------- | ------- | ------- | ------- | ------- | ---------- | -------- | --- | --- | ------- | --- | --- | --- | ------- | --- | --- | --- | --------------- | ---------- |
| 2024          | Scuderia Ferrari | Ferrari SF-24 | Ferrari V6 turbo hybride Typo 066/12 | P     | BAH     | ARA 7e     | AUS     | JAP     | CHN     | MIA          | EMI     | MON     | CAN     | ESP     | AUT     | GBR     | HON        | BEL      | P-B | ITA |         | SIN | USA | MEX |         | LVE | QAT | ABU | 7               | 18e        |
| 2024          | Haas F1 Team     | Haas VF-24    | Ferrari V6 turbo hybride Typo 066/12 | P     | BAH     |            | AUS     | JAP     | CHN     | MIA          | EMI     | MON     | CAN     | ESP     | AUT     | GBR     | HON        | BEL      | P-B | ITA | AZE 10e | SIN | USA | MEX | SAO 12e | LVE | QAT | ABU | 7               | 18e        |
| 2025          | Haas F1 Team     | Haas VF-25    | Ferrari V6 turbo hybride             | P     | AUS 14e | CHN 8e+15e | JAP 10e | BAH 10e | ARA 13e | MIA Abd.+14e | EMI 17e | MON 12e | ESP 17e | CAN 11e | AUT 11e | GBR 11e | BEL 11e+7e | HON Abd. | P-B | ITA | AZE     | SIN | USA | MEX | BRE     | LVE | QAT | ABU | 8               | 19e        |
| Légende : ici |                  |               |                                      |       |         |            |         |         |         |              |         |         |         |         |         |         |            |          |     |     |         |     |     |     |         |     |     |     |                 |            |